# Дубки (Пензенская область)
 Дубки  — поселок Нижнеломовского района Пензенской области. Входит в состав Голицынского сельсовета.

## География
Находится в северо-западной части Пензенской области на расстоянии приблизительно 34 км на восток-северо-восток по прямой от районного центра города Нижний Ломов на левом берегу Мокши.

## История
Основан во второй половине 1930-х годов в рамках структуры совхоза «Долгоруковский». В 2004 году 30 хозяйств.

## Население
Численность населения: 135 человек (1939 год), 90 (1959), 145 (1979), 84 (1989), 103 (1996). Население составляло 79 человек (русские 91 %) в 2002 году, 50 в 2010.